# Wiesen (Bad Staffelstein)
Wiesen ist ein Stadtteil von Bad Staffelstein am nördlichen Ufer des Mains im Landkreis Lichtenfels.

## Geschichte
Wiesen war früher ein Fischerdorf, das an einer Mainschleife lag. Die erste Nennung als „Vuison“ war 1057 oder früher. In der Villikation Döringstadt hatte Otto von Schweinfurt seiner Tochter Alberata und deren Diener Bero den Ort übergeben. Der ehemalige Weiler Mittelau wurde 1240 erstmals urkundlich erwähnt.
Vermutlich im Jahr 1834 erhielt der Main etwa 400 Meter weiter östlich ein neues Flussbett. 1877 wurde mit einer hölzernen Balkenbrücke die erste feste Mainquerung errichtet. Im Jahr 1900 hatte das Kirchdorf 213 Einwohner, die alle katholisch waren, und 35 Wohngebäude.
Am 1. Januar 1975 wurde die Gemeinde Wiesen in die Stadt Staffelstein eingegliedert. Im Jahr 1987 zählte der Ort 241 Einwohner und 62 Wohngebäude. Beim Wettbewerb Unser Dorf soll schöner werden – Unser Dorf hat Zukunft konnte sich der Ort 1998 unter den 23 schönsten Ortschaften in Bayerns platzieren. Im Jahr 2006 fand der Kreisgartentag in Wiesen statt.

## Sonstiges
- Das Dorf hat zwei Brauereien mit Gaststätten
- Badesee mit Anschluss an den Main (Wörthsee Wiesen)
- Durch den Ort verläuft der Fränkische Marienweg.